# Leucophora xizangensis
Leucophora xizangensis este o specie de muște din genul Leucophora, familia Anthomyiidae, descrisă de Fan și Zhong în anul 1984. Conform Catalogue of Life specia Leucophora xizangensis nu are subspecii cunoscute.